# Phyllomedusa atelopoides
Phyllomedusa atelopoides es una especie de anfibio de la familia Phyllomedusidae.
Habita en Bolivia, Brasil, Perú y, posiblemente, en Colombia y Ecuador.
Sus hábitats naturales incluyen bosques tropicales o subtropicales secos y a baja altitud y marismas intermitentes de agua dulce. Está amenazada de extinción por la destrucción de su hábitat natural.